# Ponto de sela

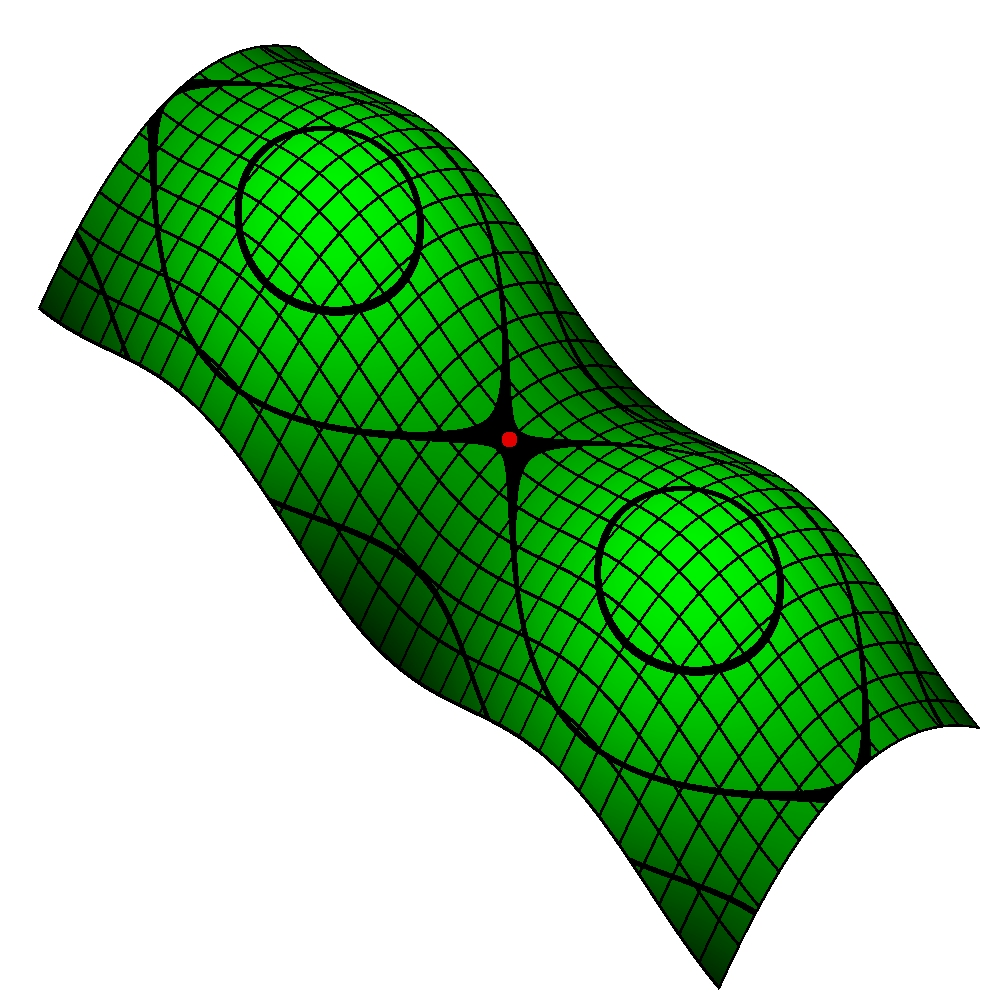
Ponto de sela entre dois máximos topográficos (ponto vermelho). As linhas mais grossas correspondem a contornos de nível.

Um ponto de sela é o ponto sobre uma superfície no qual a declividade é nula, mas não se trata de um extremo local (máximo ou mínimo). É o ponto sobre uma superfície na qual a elevação é máxima numa direção e mínima noutra direção (por exemplo, na direção perpendicular). O nome vem da semelhança com uma sela de montaria das superfícies em torno de um ponto de sela.